# Albert Kihn
Albert Carl Kihn (* 25. Mai 1932 in Alameda, Kalifornien; † 13. März 1974 im Inyo County, Kalifornien) war ein US-amerikanischer Kameramann.

## Leben
Kihn hatte einen Abschluss in Kameraführung von der University of California und arbeitete während des Koreakriegs als Kameramann beim United States Army Signal Corps. Anschließend war er für mehrere Jahre beim Sender KRON-TV als Kameramann tätig, bis er 1968 kündigte. Gemeinsam mit Blanche Streeter, einer ehemaligen Mitarbeiterin beim San Francisco Chronicle, reichte Kihn im Dezember 1969 bei der Federal Communications Commission (FCC) Beschwerde gegen KRON-TV ein und protestierte gegen die Verlängerung der Sender-Lizenz mit der Begründung, dass die Muttergesellschaft des Senders, die Chronicle Publishing Co., eine ungebührliche monopolistische Stellung über die Massenkommunikationsmedien in der San Francisco Bay Area hatte. Sie erhoben den Vorwurf, dass die Firma Nachrichtensprecher beauftragte, bestimmte Nachrichten zu vermeiden und über andere zu berichten, die den privaten Interessen der Chronicle Publishing Co. mehr entgegenkamen. KRON-TV beauftragte daraufhin Privatdetektive, die gegen Kihn und Streeter ermittelten. Die FCC entschied zugunsten der Chronicle Publishing Co. und verlängerte die Lizenz von KRON-TV im Mai 1973. Kihn und Streeter gingen in Berufung, die jedoch 1975 aufgegeben wurde, nachdem Kihns Frau und Streeter in einem Vergleich 150.000 Dollar zur Deckung ihrer Rechtskosten erhalten hatten.
Ende der 1960er Jahre wurde Kihn freischaffender Kameramann. Er arbeitete u. a. mit Johnny Cash, mit George Lucas an THX 1138 (1971), mit Richard T. Heffron an der Konzertdokumentation Fillmore: The Last Days (1972), an drei Episoden der National Geographic Specials (1971–1974) sowie an der Tierdokumentation Die Paarungen der Tiere (1974).
Am 13. März 1974 kam Kihn im Alter von 41 Jahren zusammen mit 35 anderen Mitgliedern einer Fernsehcrew bei einem Flugzeugabsturz in der Nähe von Bishop im Inyo County, Kalifornien, ums Leben.